# Sephanoides fernandensis
El picaflor de Juan Fernández (Sephanoides fernandensis), también conocido como colibrí de Juan Fernández, es una especie de ave apodiforme de la familia Trochilidae, una de las dos pertenecientes al género Sephanoides. Es endémica del archipiélago de Juan Fernández, en Chile. Se encuentra en peligro crítico de extinción, estimándose en base a modelos bayesianos una población de unos 1500 a 3500 individuos maduros en el año 2020.
Fue declarado monumento natural de Chile mediante decreto del 30 de junio de 2006.

## Descripción
Es un ave pequeña, que presenta un marcado dimorfismo sexual. El macho es más grande que la hembra, midiendo entre 11,5 y 12 cm de longitud y pesando unos 10,9 g. Su plumaje es de un inconfundible color rojo ladrillo, salvo su coronilla, que es iridiscente y negra vista de lado, pero de un rojo intenso y amarillo al verla de frente, mientras que sus alas y cola que son pardas o de un gris cobrizo oscuro.
La hembra por su parte, mide cerca de 10,5 cm y pesa unos 6,8 g. Su plumaje es verde oscuro arriba y blanquecino debajo con abundantes manchas verdes, teniendo su cola plumas externas blancas con un margen exterior de color verde, mientras que la coronilla presenta un color púrpura azulado, igualmente iridiscente. Es parecida al picaflor chico (Sephanoides sephaniodes), especie con la que compite por alimento en la isla, pero se pueden diferenciar en que este último carece de blanco en la cola.
Las grandes diferencias presentadas entre los dos sexos de esta ave (las mayores entre los colibríes), hicieron creer a los naturalistas en el siglo XIX —entre ellos Claudio Gay— que se trataba de dos especies distintas, hasta que se encontró un nido donde se hallaba un individuo de cada sexo.

## Comportamiento
El reclamo del macho es un fuerte y rasposo staccato de notas ascendentes y descendentes.  
La reproducción comienza en el mes de julio y el período de incubación es de 22 días. La hembra incuba dos huevos blancos y en un pequeño nido con forma de copa, a unos 3-4 metros del suelo y casi siempre en un árbol de Luma apiculata. El período de crianza es de 25 a 75 días. 
Se alimenta de néctar de las flores nativas como Rhaphithamnus venustus y Dendroseris litoralis, y de especies introducidas como los Eucalyptus y Abutilon. Ambos géneros defienden sus territorios de alimentación. También es insectívoro.

## Distribución y hábitat
Es un ave endémica del archipiélago Juan Fernández y actualmente su distribución está restringida solamente a una de las tres islas que forman el archipiélago; la isla Robinson Crusoe, aunque en el pasado también habitó una subespecie en la isla Alejandro Selkirk, S. f. leyboldi, que actualmente se considera extinta.
Habita zonas boscosas, matorrales espesos y jardines. En verano se puede ver a los machos en el único pueblo de la isla, San Juan Bautista, alimentándose del néctar de las Dendroseris.

## Estado de conservación
El picaflor de Juan Fernández ha sido calificado como críticamente amenazado de extinción por la Unión Internacional para la Conservación de la Naturaleza (IUCN) ya desde el año 1994. La población de la especie ha estado en un declive generalizado durante años, y actualmente se estima su población entre 1500 y 3500 individuos maduros. En los últimos años se han acometido numerosas acciones por parte de algunas organizaciones y del estado chileno para lograr evitar su extinción. Aunque se han observado ciertos avances en la materia, han surgido dificultades en los esfuerzos de conservación, como el declive que se pudo observar en la especie tras el tsunami que afectó a la isla en 2010.
Los factores que han contribuido a esta situación son principalmente la destrucción de la flora nativa por el hombre; la invasión de plantas alóctonas (en especial Rubus ulmifolius y Aristotelia chilensis) que han reducido la extensión de los bosques de Luma donde estos pájaros anidan; la depredación sufrida por los gatos domésticos y asilvestrados; y la erosión causada por la introducción de conejos y cabras.

## Sistemática

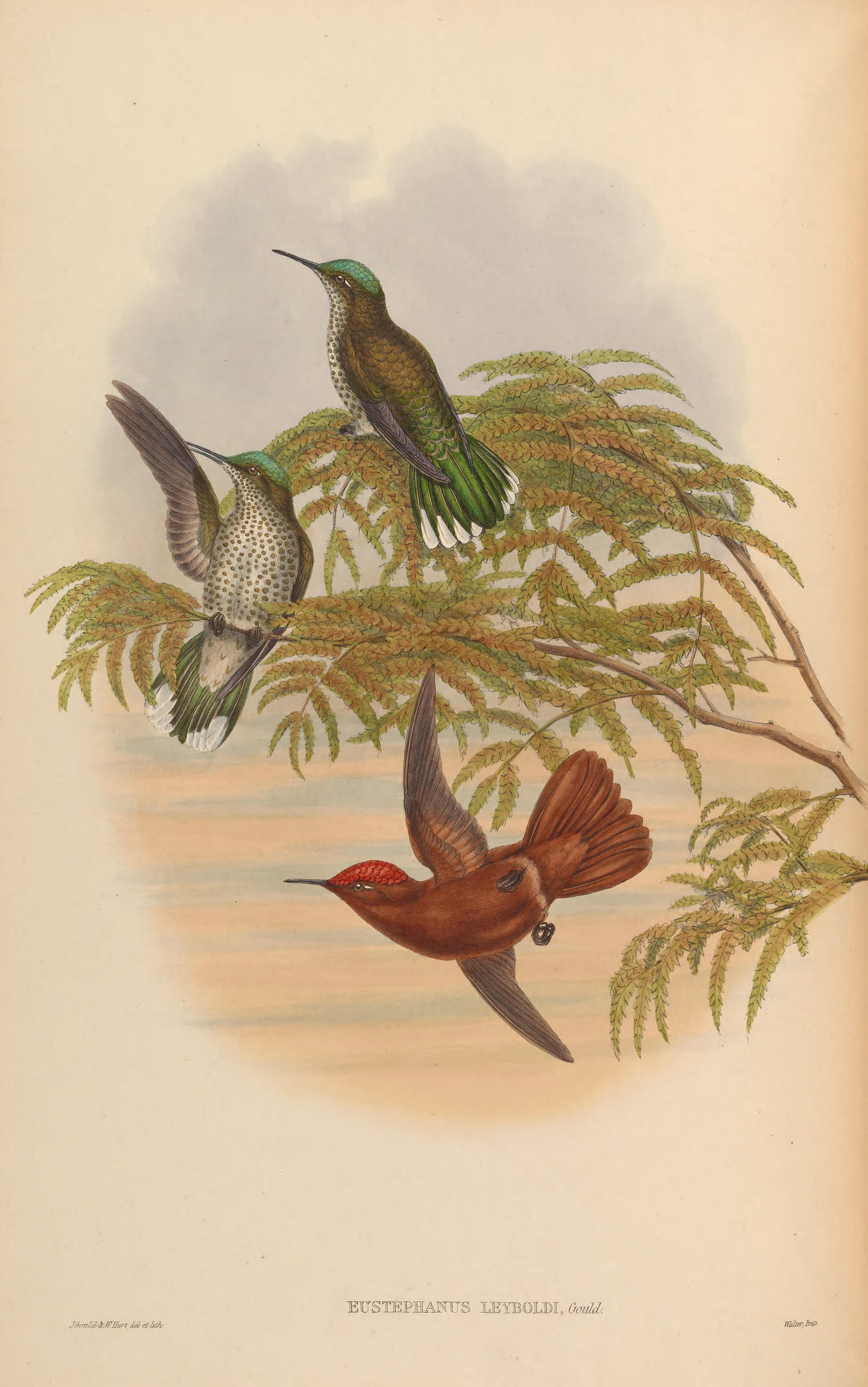
Eustephanes leyboldi sinónimo de S. f. leyboldi ilustración de Gould y Hart.

### Descripción original
La especie S. fernandensis fue descrita por primera vez por el almirante y ornitólogo británico Phillip Parker King en 1831 bajo el nombre científico Trochilus fernandensis, siendo su localidad tipo la «isla de Juan Fernández».

### Etimología
El nombre genérico masculino «Sephanoides» proviene del nombre específico Orthorhynchus sephaniodes, «sephaniodes», por su vez se compone de las palabras del griego «stephanē» que significa ‘corona, diadema’, y «oidēs» que significa ‘semejante, que se parece’; y el nombre de la especie «fernandensis» se refiere a la localidad tipo, el archipiélago de Juan Fernández.

### Taxonomía
En la misma publicación de la descripción original de la presente especie, King también describió Trochilus stokesii como una especie diferente, que se comprobó posteriormente ser la hembra de la presente, por lo que este último nombre es un sinónimo. Los análisis genéticos recientes soportan la relación de hermanas entre la presente y Sephanoides sephaniodes.
El estado taxonómico de la subespecie S. f. leyboldi es discutido. Inicialmente fue descrita como una especie separada, teniendo como localidad tipo la isla Alejandro Selkirk, sin embargo, la validez de esta subespecie ha sido cuestionada, ya que los ejemplares utilizados para su descripción podrían haber correspondido a juveniles, además de que en ejemplares colectados por Friedrich Richard Adelbart Johow en 1896 en ambas islas no se apreciaron diferencias.

### Subespecies
Según las clasificaciones del Congreso Ornitológico Internacional (IOC) y la Clements/eBird Checklist  se reconocen dos subespecies, con la siguiente distribución geográfica:
- Sephanoides fernandensis fernandensis (King, 1831): isla Robinson Crusoe.
- Sephanoides fernandensis leyboldi † (Gould, 1870): isla Alejandro Selkirk.